# Mariam Habach
Mariam Habach Santucci (El Tocuyo, Lara, 26 de enero de 1996) es una modelo, odontóloga y psicóloga venezolana, Representante del Estado Lara en el Miss Venezuela 2015, concurso del cual resultó ganadora. Habach representó a Venezuela en el Miss Universo 2016.

## Biografía
Mariam Habach nació en el seno de una familia de inmigrantes asentados en El Tocuyo, Lara. Su padre, Antonio Habach, es un empresario nacido en Tartús, Siria y su madre, Pasqualina Santucci, es originaria de Italia, de las regiones de Avellino y Agrigento, por esta razón la modelo habla árabe e italiano. Previo a la participación en el certamen de belleza nacional venezolano, Mariam ganó el concurso Señorita Centroccidental 2015. En paralelo a su carrera en el mundo del modelaje, Mariam se graduó en Odontología en la Universidad José Antonio Páez de Valencia.

## Trayectoria como modelo

### Miss Venezuela 2015
Cabe señalar que en la gala interactiva, evento previo a la noche final del Miss Venezuela 2015, Mariam ganó la banda especial de «Miss Belleza Integral». La final del certamen se realizó la noche del 8 de octubre en Caracas, donde Mariam compitió con otras 24 candidatas provenientes de diversas regiones del país. Al final del evento se consagró como Miss Venezuela 2015 y fue coronada de manos de su antecesora, Mariana Jiménez. Como titular de Miss Venezuela 2015, Mariam representó a Venezuela en el Miss Universo 2016.

### Miss Universo 2016
Como parte de sus responsabilidades de Miss Venezuela, Habach obtiene la responsabilidad de representar el país en la sexagésima quinta edición de Miss Universo, que se desarrolló en Filipinas y cuya final se llevó a cabo el 30 de enero de 2017. En tal certamen, compitió con otras 85 delegadas de diversas partes del mundo, por el título que ostentaba Pia Wurtzbach, sin embargo no logró la clasificación para el país.

## Premios
El 17 de enero, obtiene la primera premiación especial durante el concurso, esta vez recibiendo el reconocimiento de Miss Flawless of the Universe, quien fue entregado por parte de una de las empresas patrocinantes durante la presentación de las candidatas en trajes de baño, al ser  considerarada como el mejor cuerpo y la mejor piel de Miss Universo. Por tal motivo, Mariam será la imagen de dicha empresa y fue acreditada con un premio de 1.000 dólares, además de una banda conmemorativa. Dos días, después, obtiene otra premiación especial, esta vez como Miss Phoenix Elegance.
La noche de la gala final del Miss Universo 2016, realizada en Manila, Filipinas, Habach no logró entrar en el cuadro de las 13 primeras finalistas.

## Carrera
Luego del Miss Universo, Habach se convirtió en la presentadora del programa "Más allá de la belleza", transmitido por Venevisión Plus; dicho programa se encarga de revelar todo lo concerniente a lo relacionado con el Miss Venezuela, como son los certámenes regionales, entrevistas, entre otros puntos. Sin embargo, a semanas antes de iniciar el programa anunció su retiro del espacio por decisiones personales. Actualmente se encuentra conduciendo un programa de radio En vivo con Mariam Habach, transmitido desde la ciudad de Miami, desde el 1 de octubre, todos los lunes y miércoles de 8:00 p. m. a 9:00 p. m. (hora Venezuela).
Mariam Habach fue jurado del Miss Venezuela 2024 en su edición 71º del certamenm, el cual se llevó a cabo en el Centro Comercial Líder en Caracas , Venezuela el 5 de diciembre de 2024. .